# 卡洛斯·洛佩斯
卡洛斯·洛佩斯（葡萄牙語：Carlos Lopes，1947年2月18日—），葡萄牙男子田径运动员。他曾代表葡萄牙参加1972年、1976年和1984年夏季奥林匹克运动会田径比赛，获得一枚金牌和一枚银牌。